# Inès Cagnati
Œuvres principales
Le Jour de congé (1980)
Génie la folle (1976)
Inès Cagnati (Monclar, 21 février 1937 - Orsay, 9 octobre 2007) est une romancière française.

## Biographie
Inès Cagnati est née de parents immigrés italiens, dans le Lot-et-Garonne, au sein d'une petite communauté qui comptait d'autres immigrés italiens. Ses parents sont agriculteurs et ont cinq filles. 
Naturalisée française, elle est licenciée en lettres modernes et possède le CAPES, professeur de lettres.
Dans les années 1970, elle est professeur de lettres au Lycée Carnot, à Paris. À la même époque, elle publie trois romans aux éditions Denoël.

## Œuvre

### Romans
- Le Jour de congé, Paris, Denoël, 1973 - Prix Roger-Nimier 1973
- Génie la folle, Paris, Denoël, 1976 - Prix des Deux Magots 1977
- Mosé ou le Lézard qui pleurait[1], Paris, Denoël, 1979

### Recueils de nouvelles
- Les Pipistrelles[2], Paris, Julliard, 1989 - Prix de la nouvelle de l'Académie Française 1990

### Théâtre
- Galla ou le Jour de congé, Paris, Denoël, 1980[3]

### Traduction
- Éména, médecin au Zaïre (Emena, medico del Congo) par Joaquin Sanz Gadéa, traduit de l'espagnol par Fabien Martinez et Inès Cagnati, Paris, Denoël, 1980
- La Fille à la culotte d'or par Juan Marsé, traduit de l'espagnol par Fabien Martinez et Inès Cagnati, Paris, Denoël, 1981
- Le Regard immobile par Ramón José Sender, traduit de l'espagnol par Fabien Martinez et inès Cagnati, Paris, Denoël, 1983